# Beni Suef (guvernement)

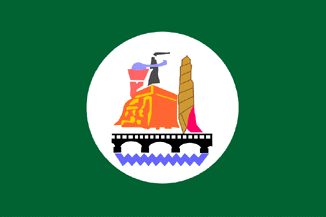
Guvernementets flagga

Lägeskarta

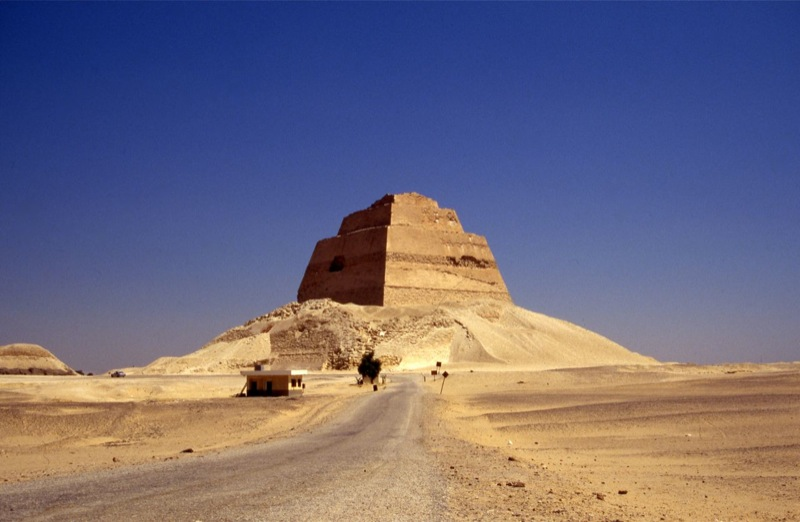
Meidum-pyramiden

Guvernementet Beni Suef (arabiska: محافظة بني سويف, Muhafazat Bani Suwayf) är ett av Egyptens 27 muhāfazāt (guvernement). Guvernementet ligger i landets centrala del (Mellersta Egypten) vid Nilen och gränsar mot Libyska öknen.

## Geografi
Guvernementet har en yta på cirka 10 954 km²med cirka 3,0 miljoner invånare. Befolkningstätheten är cirka 275 invånare/km².
Fornlämningen Meidum-pyramiden (efter fornegyptiske faraon Snofru) ligger cirka 50 km norr om Banī Suwayf.

## Förvaltning
Guvernementets ISO 3166-2 kod är EG-BNS och huvudort är Banī Suwayf. Guvernementet är ytterligare underdelad i 7 markas (områden) och 2 kism (distrikt).
Andra större städer är Al Fashn, Būsh, Meidum och Sumusţā as Sulţānī.